# بلغارستان ۱۳۰۰
اینترکسموس ۲۲، که بیشتر با نام بلغارستان ۱۳۰۰ شناخته می‌شود (بلغاری: Интеркосмос ۲۲-България ۱۳۰۰) اولین ماهواره مصنوعی بلغارستان بود.
انتخاب این نام به دلیل ۱۳۰۰ سالگرد تأسیس دولت بلغارستان است. این برای مطالعه یونوسفر و مگنتوسفر زمین طراحی شده است.

## شرح
این ماهواره توسط آژانس فضایی بلغارستان حول اتوبوس «شهاب» ساخته شده است که توسط اتحاد جماهیر شوروی به عنوان بخشی از برنامه اینترکسموس ارائه شده است. مونتاژ این ماهواره در بلغارستان انجام شد و فضاپیما در ساعت ۱۳:۳۵ به وقت محلی در ۷ اوت ۱۹۸۱ از پلستسک به فضا پرتاب شد. در همان سال دولت بلغارستان جشن بزرگی را برای بزرگداشت ۱۳۰۰ سالگرد تأسیس این کشور ترتیب داد.

## تجهیزات
این ماهواره شامل مجموعه بزرگی از دستگاه‌های علمی است که در بلغارستان طراحی و ساخته شده است:

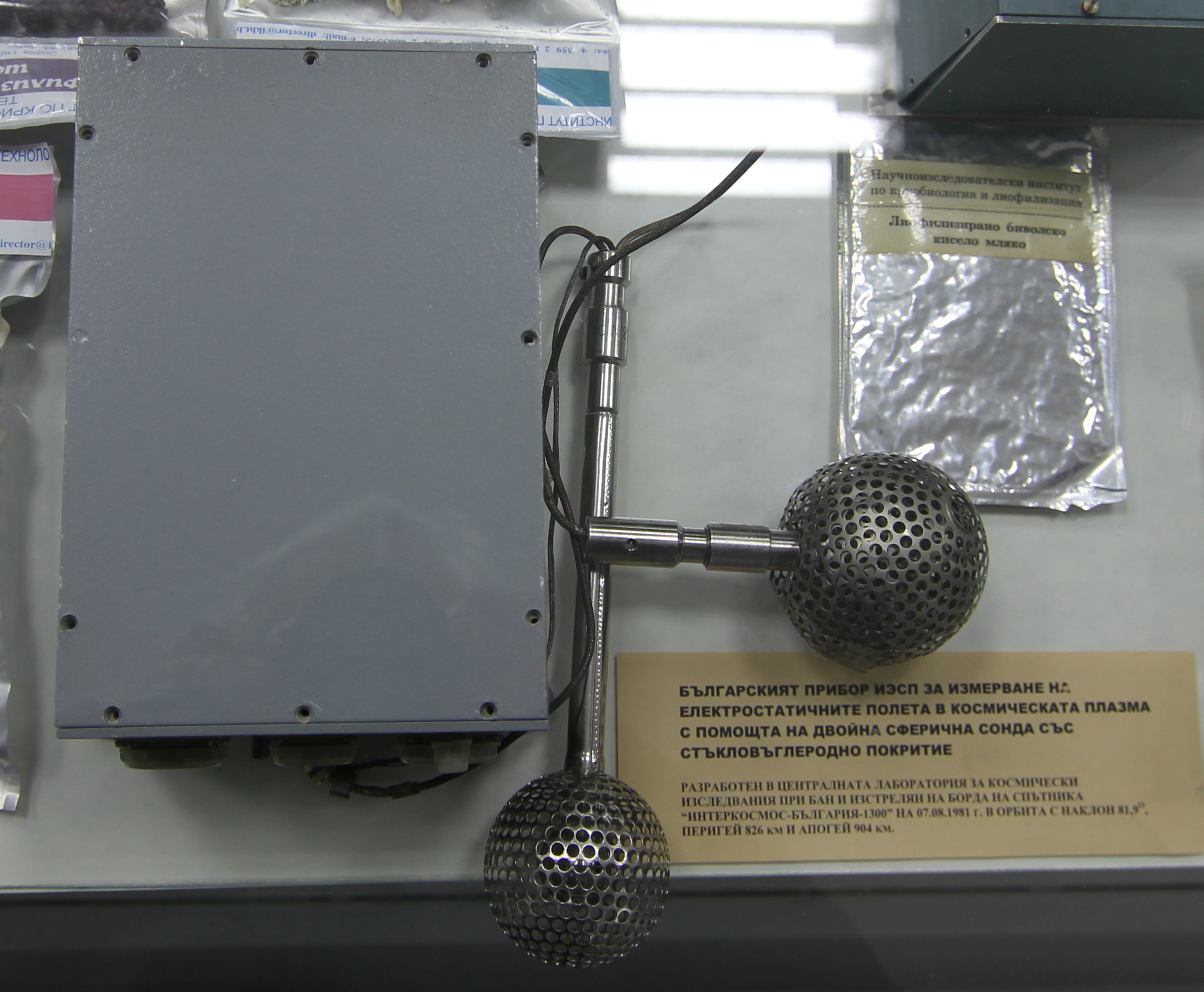
یک کپی از واحد SEIT از ماهواره، موزه ملی پلی تکنیک در صوفیه

- یون دریفت متر همراه با یک آنالایزر پتانسیل تأخیری.
- تله یون الکترواستاتیک کروی (SEIT);
- کاوشگر لانگمویر استوانه ای؛
- کاوشگر دمای الکترون کروی دوتایی؛
- آرایه آنالایزر الکترواستاتیکی با انرژی کم الکترون-پروتون در ۳ جهت متعامد
- آنالایزرهای ترکیب جرم یون انرژی
- نورسنج UV اسکن طول موج
- تلسکوپ حالت جامد پروتون
- فتومترهای نور مرئی
- پروب‌های میدان الکتریکی بردار کروی سه محوری
- مغناطیس سنج سه محوری فلاکس گیت